# João Cruz
Pour les articles homonymes, voir Cruz.
João Pedro da Cruz, plus communément appelé João Cruz, est un footballeur portugais né le 31 octobre 1915 à Évora et mort le 7 juillet 1981. Il évoluait au poste d'ailier gauche.

## Biographie

### En club
João Cruz évolue toute sa carrière au Portugal. Après un passage au Vitória Setúbal, il joue au Sporting Portugal
Il est champion du Portugal avec le Sporting Portugal à trois reprises en 1941, 1944 et en 1947.

### En équipe nationale
International portugais, il reçoit 10 sélections en équipe du Portugal entre 1938 et 1942, pour 3 buts marqués.
Il joue son premier match en équipe nationale le 9 janvier 1938 en amical contre la Hongrie (victoire 4-0 à Lisbonne). Il marque un doublé lors de cette rencontre. 
Il marque son troisième et dernier but en sélection contre la Suisse le 12 février 1939 (défaite 2-4 à Lisbonne). 
Son dernier match a lieu le 1er janvier 1942 en amical contre la Suisse (victoire 3-0 à Lisbonne).

## Palmarès
Avec le Sporting Portugal :
- Champion du Portugal en 1941, 1944 et 1947
- Vainqueur de la Coupe du Portugal en 1941 et 1945
- Vainqueur du Campeonato de Portugal (ancêtre de la Coupe du Portugal) en 1938
- Champion de Lisbonne en 1937, 1938, 1939, 1941, 1942, 1943, 1945 et 1947